# Massacre de La Saline
Le massacre de La Saline en Haïti en 2018 désigne une journée de massacre et de viol de masse dans le quartier de La Saline (bidonville) de Port-au-Prince en Haïti le 13 novembre 2018,.
Les auteurs de ce crime sont des bandes armées, possiblement proches du pouvoir en place. 71 victimes civiles ont été assassinées durant ce massacre.

## Contexte
En octobre 2017, les soldats de la paix de l'ONU ont mis fin à leur mission en Haïti après 13 ans. Depuis le départ de l'ONU, le nombre de zones contrôlées par les gangs dans la ville a apparemment augmenté.
Le massacre s'est produit au milieu de diverses manifestations en Haïti : Jovenel Moïse a été élu président en novembre 2016, mais les manifestants le considéraient comme corrompu.

## Déroulement
Des témoignages indiquent qu'un camion de police transportant des hommes en uniforme est arrivé dans le bidonville de La Saline à Port-au-Prince vers 15 heures le 13 novembre 2018. Les hommes ont ensuite ouvert le feu sur des civils, tandis que des membres de gangs locaux en tuaient d'autres avec des coups de feu et des machettes. Selon des témoins d'un groupe de défense des droits de l'homme, au moins 21 hommes ont été tués dans le massacre. Un groupe local de défense des droits de l'homme, Fondasyon Je Klere, a estimé qu'entre 15 et 25 personnes avaient été tuées.

## Réactions
Les Nations Unies ont ouvert une enquête sur ces meurtres. En décembre 2020, l'Office of Foreign Assets Control des États-Unis a annoncé des sanctions contre Jimmy Chérizier, un ancien officier devenu chef de gang de Fednel Monchery, et Joseph Pierre Richard Duplan, deux responsables de l'administration Jovenel Moïse, pour leur implication présumée dans le massacre.